# Вімблдонський турнір 1901
Вімблдонський турнір 1901 - тенісний турнір, що відбувся на кортах Всеанглійського клубу лаун-тенісу та крокету у Вімблдоні з 24 червня до 3 липня 1901 року. Це був 25 за ліком Вімблдонський турнір та перший турнір Великого шолома у 1901 році. У жіночих змаганнях взяли участь 30 тенісисток, що на той момент було рекордом.

## Переможці

### Чоловіки, одиночний розряд
Артур Гор переміг  Реджинальда Догерті 4–6, 7–5, 6–4, 6–4 

### Жінки, одиночний розряд

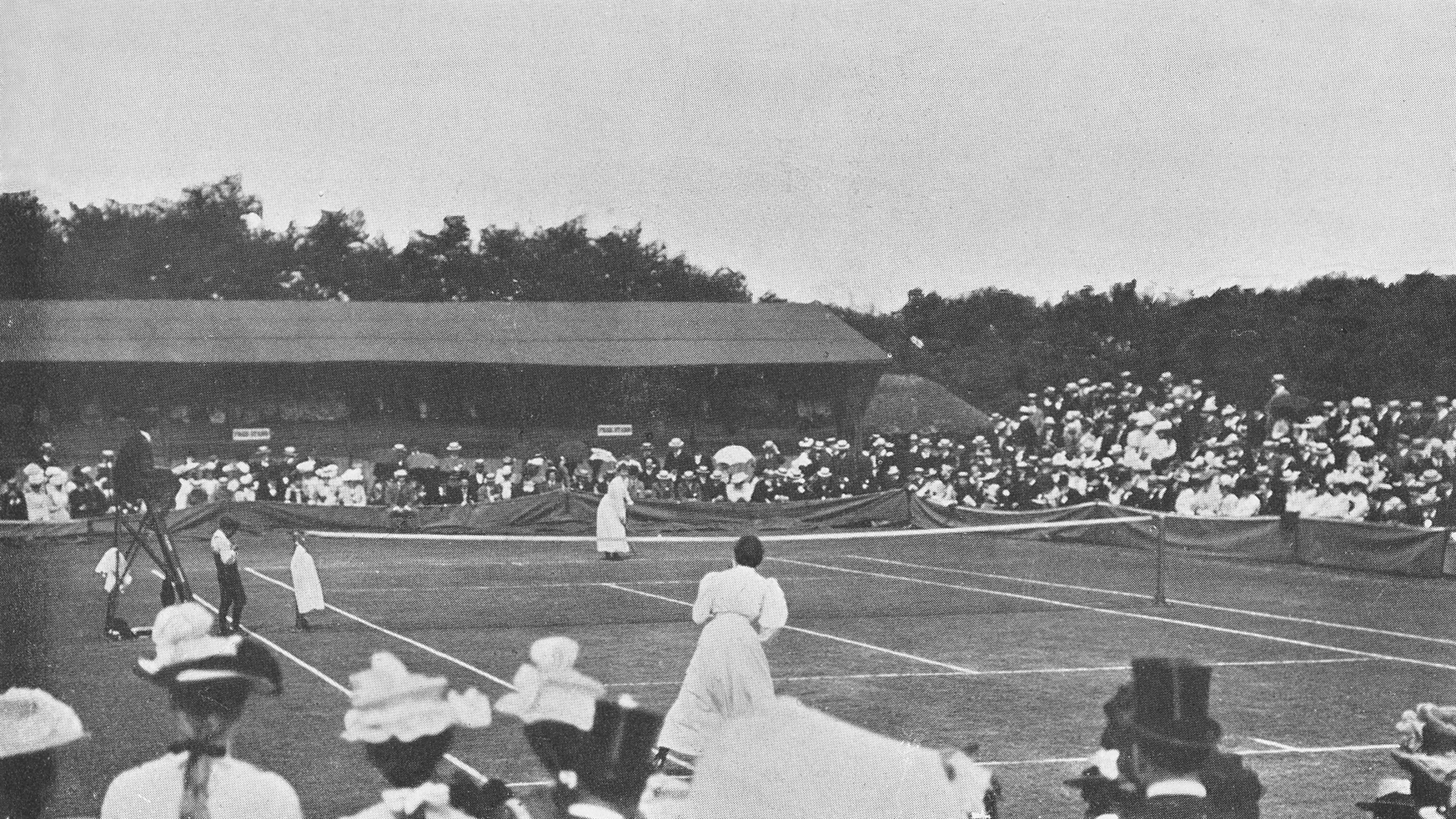
Фінал жіночого одиночного турніру

Шарлотта Купер перемогла  Бланш Бінґлі 6–2, 6–2 

### Чоловіки, парний розряд
Реджинальд Догерті /  Лоренс Догерті перемогли пару  Двайт Девіс /  Голкомб Ворд 4–6, 6–2, 6–3, 9–7 

## Зовнішні посилання
- Офіційний сайт Вімблдонського турніру